# Варфоломєєв Максим Тимофійович
Максим Тимофійович Варфоломєєв (? — розстріляний 2 вересня 1937, Київ) — український радянський діяч, аграрій, вчений, віце-президент Академії сільськогосподарських наук УРСР. Кандидат у члени ЦК КП(б)У в січні 1934 — травні 1937 р.

## Біографія
Член РКП(б) з 1918 року.
Довгий час перебував на відповідальній роботі в галузі сільського господарства.
На початку 1930-х років — заступник начальника управління народногосподарського обліку (УНГО) Української СРР.
У 1931—1935 роках — член Президії Академії сільськогосподарських наук Української СРР. У 1933—1935 роках — віце-президент Академії сільськогосподарських наук Української СРР (ВУАСГН).
22 червня 1937 року заарештований органами НКВС. Обвинувачувався за статтями 54-11, 54-6 КК УСРР як «учасник контрреволюційної організації правих». 25 серпня 1937 року засуджений до розстрілу, розстріляний. Посмертно реабілітований 23 березня 1957 року.